# Orlando Magic 2001-2002
La stagione NBA 2001-2002 fu la 13ª stagione della storia degli Orlando Magic che si concluse con un record di 44 vittorie e 38 sconfitte nella regular season, il 3º posto nell'Atlantic Division e il 5º posto della Eastern Conference.
Nei playoff del 2002 venne eliminata al primo turno dagli Charlotte Hornets per 3 partite a 1.

## Draft
| Giro | Scelta | Giocatore                   | Posizione | Nazionalità | Università/Club |
| ---- | ------ | --------------------------- | --------- | ----------- | --------------- |
| 1    | 15     | Steven Hunter               | centro    | Stati Uniti | DePaul          |
| 1    | 22     | Jeryl Sasser                | guardia   | Stati Uniti | SMU             |
| 2    | 32     | Omar Cook (ceduto a Denver) | guardia   | Stati Uniti | St. John's      |

## Regular season
| Squadra            | V  | P  | %    | GB |
| ------------------ | -- | -- | ---- | -- |
| New Jersey Nets    | 52 | 30 | 63,4 | -  |
| Boston Celtics     | 49 | 33 | 59,8 | 3  |
| Orlando Magic      | 44 | 38 | 53,7 | 8  |
| Philadelphia 76ers | 43 | 39 | 52,4 | 9  |
| Washington Wizards | 37 | 45 | 45,1 | 15 |
| Miami Heat         | 36 | 46 | 43,9 | 16 |
| New York Knicks    | 30 | 52 | 36,6 | 22 |

## Play-off

### Primo turno
Gara 1
| 20 aprile 2002 | Charlotte Hornets | 80 – 79 | Orlando Magic |  |

Gara 2
| 23 aprile 2002 | Charlotte Hornets | 103 – 111 TS | Orlando Magic |  |

Gara 3
| 27 aprile 2002 | Orlando Magic | 100 – 110 TS | Charlotte Hornets |  |

Gara 4
| 30 aprile 2002 | Orlando Magic | 85 – 102 | Charlotte Hornets |  |

## Roster
| N° | Naz.                   | Ruolo | Sportivo          | Anno | Alt. | Peso |
| -- | ---------------------- | ----- | ----------------- | ---- | ---- | ---- |
| 1  | Stati Uniti (bandiera) | A     | Tracy McGrady     | 1979 | 203  | 95   |
| 2  | Stati Uniti (bandiera) | GA    | Jaren Jackson     | 1967 | 193  | 86   |
| 3  | Stati Uniti (bandiera) | A     | Monty Williams    | 1971 | 203  | 102  |
| 5  | Stati Uniti (bandiera) | G     | Jeryl Sasser      | 1979 | 198  | 91   |
| 6  | Stati Uniti (bandiera) | C     | Patrick Ewing     | 1962 | 213  | 109  |
| 7  | Stati Uniti (bandiera) | G     | Dee Brown         | 1968 | 185  | 73   |
| 8  | Stati Uniti (bandiera) | A     | Pat Garrity       | 1976 | 206  | 108  |
| 10 | Stati Uniti (bandiera) | G     | Darrell Armstrong | 1968 | 183  | 77   |
| 11 | Stati Uniti (bandiera) | G     | Troy Hudson       | 1976 | 185  | 77   |
| 30 | Stati Uniti (bandiera) | GA    | Jud Buechler      | 1968 | 198  | 100  |
| 33 | Stati Uniti (bandiera) | A     | Grant Hill        | 1972 | 203  | 102  |
| 34 | Stati Uniti (bandiera) | C     | Steven Hunter     | 1981 | 213  | 100  |
| 45 | Stati Uniti (bandiera) | A     | Bo Outlaw         | 1971 | 203  | 95   |
| 50 | Stati Uniti (bandiera) | A     | Mike Miller       | 1980 | 203  | 99   |
| 52 | Stati Uniti (bandiera) | A     | Don Reid          | 1973 | 203  | 113  |
| 54 | Stati Uniti (bandiera) | AC    | Horace Grant      | 1965 | 208  | 98   |
| 55 | Stati Uniti (bandiera) | AC    | Andrew DeClercq   | 1973 | 208  | 104  |

## Staff tecnico
- Allenatore: Doc Rivers
- Vice-allenatori: Dave Wohl, Johnny Davis, Tom Sterner, Paul Pressey

### Arrivi/partenze
Mercato e scambi avvenuti durante la stagione:
Arrivi
| N° | Naz.                   | Ruolo | Sportivo     |  | Alt. |  |
| -- | ---------------------- | ----- | ------------ |  | ---- |  |
| 30 | Stati Uniti (bandiera) | G     | Jud Buechler |  |      |  |

Partenze
| N° | Naz.                   | Ruolo | Sportivo  |  | Alt. |  |
| -- | ---------------------- | ----- | --------- |  | ---- |  |
| 45 | Stati Uniti (bandiera) | AG    | Bo Outlaw |  |      |  |

## Premi e onorificenze
- Tracy McGrady incluso nell'All-NBA First Team